# Diógenes Luna
Diógenes Luna, född 1 maj 1977, är en kubansk boxare som tog OS-brons i lätt welterviktsboxning 2000 i Sydney. I semifinalen slogs han ut av den amerikanske Ricardo Williams.